# ایرینا فالکونی
 ایرینا فالکونی (انگلیسی: Irina Falconi؛ زادهٔ ۴ مهٔ ۱۹۹۰) یک تنیس‌باز اهل ایالات متحده آمریکا است.